# روبيو روبين
روبيو روبين (1 مارس 1996 في الولايات المتحدة - ) هو لاعب كرة قدم مكسيكي وأمريكي في مركز الهجوم. شارك مع منتخب الولايات المتحدة تحت 17 سنة لكرة القدم ومنتخب الولايات المتحدة تحت 20 سنة لكرة القدم ومنتخب الولايات المتحدة تحت 23 سنة لكرة القدم ومنتخب الولايات المتحدة لكرة القدم. أما مع النوادي، فقد لعب مع نادي أوترخت.

## وصلات خارجية
- روبيو روبين على موقع الاتحاد الدولي (مؤرشف)  (الإنجليزية)
- روبيو روبين على موقع الدوري الأمريكي (الإنجليزية)
- روبيو روبين على موقع قاعدة بيانات كرة القدم.إي يو (الإنجليزية)
- روبيو روبين على موقع ناشيونال فوتبول تيمز (الإنجليزية)
- روبيو روبين على موقع Soccerway.com (الإنجليزية)
- روبيو روبين على موقع عالم كرة القدم.نت (الإنجليزية)